# ماركوس بوش
ماركوس بوش (بالألمانية: Marcus Bosch)‏ هو موزع ألماني، ولد في 28 أكتوبر 1969 في هايدنهايم في ألمانيا.

## وصلات خارجية
- ماركوس بوش على موقع ميوزك برينز (الإنجليزية)
- ماركوس بوش على موقع أول ميوزيك (الإنجليزية)
- ماركوس بوش على موقع ديسكوغز (الإنجليزية)